# Astragalus cruentiflorus
Astragalus cruentiflorus es una especie de planta del género Astragalus, de la familia de las leguminosas, orden Fabales.

## Distribución
Astragalus cruentiflorus se distribuye por Siria y Líbano.

## Taxonomía
Fue descrita científicamente por Boiss. Fue publicada en Diagn. Pl. Orient. 9: 82 (1849).